# Rumbleverse
Rumbleverse — компьютерная игра в жанре королевской битвы, распространяемая по модели free-to-play, разработанная Iron Galaxy Studios и изданная Epic Games. Вышла 11 августа 2022 года на PC, PS4, PS5, Xbox One и Xbox Series X/S.
В конце января 2023 года компания Epic Games официально заявила, что 28 февраля игровые сервера будут отключены навсегда. Также было выпущено последнее обновление, в котором закрыли магазин и разблокировали все бонусы для всех желающих. Любые игроки, которые покупали что-либо, могут оформить возврат средств.

## Игровой процесс
40 игроков с видом от третьего лица попадают в Grapital City и должны сражаться друг с другом, пока не останется единственный выживший. В отличие от аналогичных игр Rumbleverse сконцентрирована на рукопашном бою, и у игроков нет какого-либо огнестрельного оружия. У персонажа в игре есть несколько базовых атак таких, как удары руками, ногами и локтями. Обычные атаки можно заблокировать, а более сильные — нельзя; вместо этого от них нужно уклоняться.
В начале матча игроки исследуют город и собирают журналы, спрятанные внутри коробок, которые могут обучить персонажа специальным движениям и тейкдаунам, а также зелья, повышающие характеристики (здоровье, выносливость и силу). В матче можно использовать не более 10 зелий. Можно подобрать бейсбольные биты и стулья и использовать их в качестве оружия против других противников. На каждое здание в игре можно взобраться, что позволяет игрокам быстро перемещаться по городу или занимать стратегические позиции. Как и в других играх жанра, игроки должны оставаться в сужающейся зоне. Когда игрок находится за пределами зоны, запускается таймер с обратным отсчётом в 10 секунд. Игрок проигрывает, если не успевает вернуться в круг зоны за указанное время. По оценкам Iron Galaxy, каждый матч длится около 12-15 минут.
В Rumbleverse присутствует боевой пропуск. Игроки зарабатывают Fan Mail, внутриигровую валюту, которую можно использовать для покупки косметических предметов и одежды для своего персонажа. Игроки также могут покупать Brawlla Bills, ещё один тип валюты, который приобретается с помощью микротранзакций.

## Отзывы
| Иноязычные издания | Иноязычные издания |
| Издание            | Оценка             |
| ------------------ | ------------------ |
| IGN                | 9/10               |

Митчелл Зальцман из IGN отметил, что «у фантастического геймплея Rumbleverse есть все шансы стать новым словом в жанре королевской битвы». Оззи Меджиа из Shacknews писал, что Rumbleverse «получилась одной из самых уникальных и безумно весёлых» игр в жанре за последнее время. Роберт Карран из Comic Book Resources считает, что игра понравится любителям спорта. Ной Лезерленд из TheSportster подчёркивал, что у игры захватывающий геймплей.